# Arabis tunetana
Arabis tunetana là một loài thực vật có hoa trong họ Cải. Loài này được Murb. mô tả khoa học đầu tiên năm 1905.